# Мария на лугу
Мария на лугу (нем. Maria in der Aue) — гостиница и конференц-центр в Дабрингхаузене, (Бергишес-Ланд). Построенная в конце 1920-х годов вилла семьи фабрикантов была известна до середины 1950-х годов как Усадьба Ханиэль.

## Предыстория
В 1379 году некто Брюн фон Гардероде и его жена Меца с согласия своих детей дали показания в суде в Дабрингхаузене, что они продали свое имение аббатству Альтенберг. На этом месте ныне находится комплекс зданий «Мариа-ан-дер-Ауэ» (Мария на лугу). 1 марта 1925 года ландрат Карл Ханиэль и его жена Эдит, урождённая Шляйхер, приобрели поместье Штайнхаузен с 157 моргами земли за 80 тысяч марок и превратили его в современное сельскохозяйственное предприятие. На территории поместья также располагались остатки уничтоженных по условиям Версальского договора после окончания Первой мировой войны пороховых мельниц вдоль реки Дюнн до Альтенберга.

## Строительство «Большого дома» и времена национал-социализма

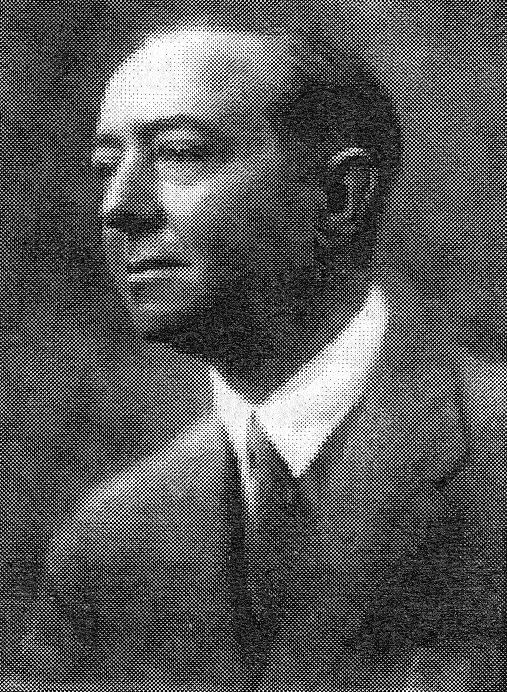
Карл Ханиэль, 1920.

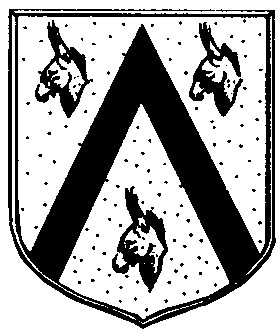
Герб Ханиэля, 1920.

В 1927-1928 годах крупный промышленник Карл Ханиэль построил усадьбу под названием «Большой дом» недалеко от реки Дюнн на границе с Альтенбергом. По планам берлинского архитектора Отто Вальтера она задумывалась как загородная охотничья усадьба в стиле барокко со всеми возможными удобствами того времени. На ее постройку было потрачено 16 миллионов рейхсмарок (около 55 миллионов евро). В  усадьбе имелись бассейн с подогревом, деревянный кегельбан, большая библиотека с антикварными книгами, большая столовая с кухней, (была даже кухня для приготовления собачьей еды), просторные салоны, бар и музыкальный салон с органом на 20 регистров (стоимостью 40 тысяч марок). Усадьба представляла собой типичную шикарную виллу крупных фабрикантов того времени.
Вся территория была огорожена кованым забором с чугунными воротами, как правило, открытыми для посетителей. Надпись на одной из створок ворот гласила: «Здесь страннику приют». Сегодня от ворот сохранились только въездные каменные столбы. Фамильный герб семьи Ханиэль вырезан на десюдепорте над въездными воротами в  замок (и на соседней ферме Штайнхаузен) и состоит из трёх ослиных голов, отсылающих к французскому слову âne (осел), от которого в средние века произошла фамилия Ханиэль. В самой вилле ослиные головы выбиты на мраморном полу вестибюля. Над входной дверью — надпись на латыни: Ille terrarum mihi praeter omnes angulus rides (Это место мне милее всего на земле).

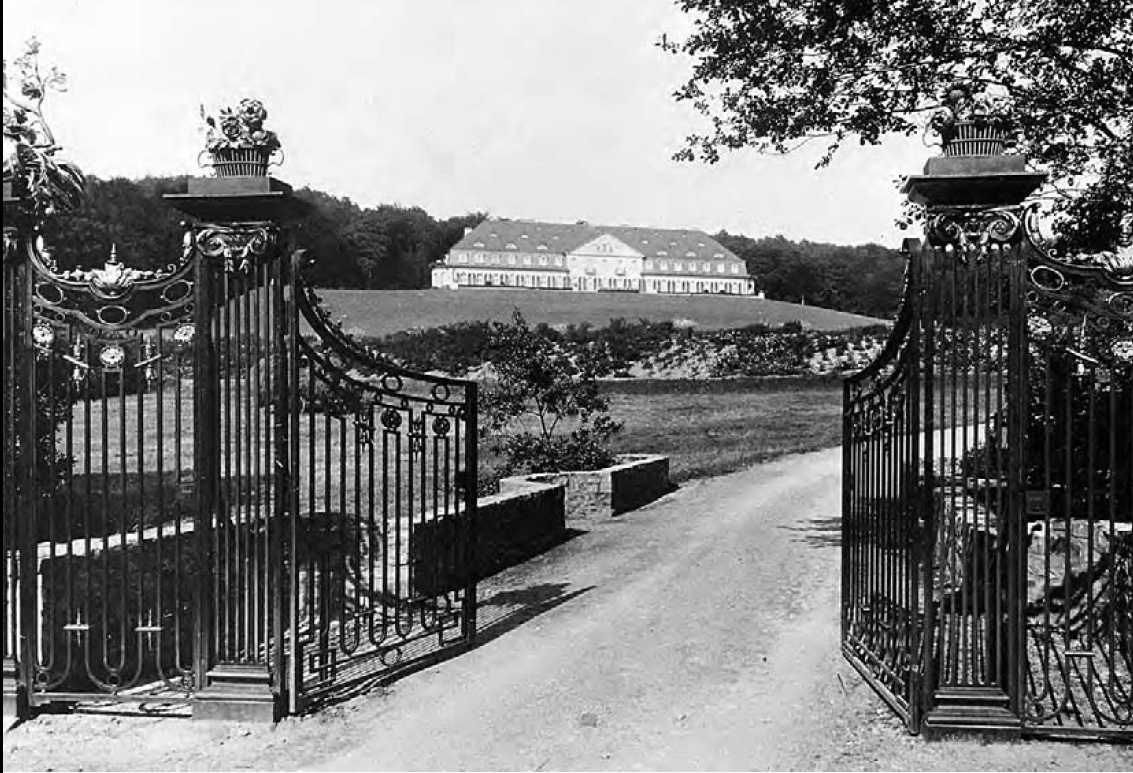
Усадьба Ханиэль около 1930 года.

Обширное поместье также включало в себя дом садовника, ферму (значительно перестроенную архитектором Вальтером и превращенную в современную), а в долине стояло недавно построенное хозяйственное здание с каретниками, автомобильными гаражами и конюшней (водокачка), поскольку отсюда до 1982 года осуществлялось водоснабжение поместья, домик лесничего, манеж для верховой езды, теннисные корты с зонами отдыха и купальня. За строительными, взрывными и очистительными работами, в которых иногда участвовало до 400 рабочих, приглядывала жена Карла Ханиэля Эдит,  не желавшая видеть виллу традиционным замком, поскольку её отец Рихард Шляйхер, имевший игольный зовод в Айфеле, уже имел там старинный замок Хольцхайм .
С 1928 года и до начала тридцатых годов в замке проводились экстравагантные вечеринки. Среди гостей было много дворян, в том числе королевские особы из рода Гогенцоллернов. На двух теннисных кортах замка играл обладатель Кубка Дэвиса Готфрид фон Крамм. Спокойную жизнь Ханиэлей в поместье обеспечивали 17 человек прислуги.
Но уже в 1934 году всё изменилось, и семья была вынуждена покинуть замок. Эдит Ханиэль — по стандартам национал-социалистических законов Нюрнберга — не была чистокровной арийкой и поэтому ей пришлось переехать с мужем и двумя приёмными детьми в Соединённые Штаты Америки, а замок продать. В то же время, согласно сведениям местных краеведов, переезд состоялся не в США, а на соседнюю ферму Хелененхоф, где Карл Ханиэль умер в 1944 году, а Эдит Ханиэль — в 1961 году.
В 1941 году Национал-социалистическая народная благотворительность приобрела замок вместе с 30 моргами земли за 600 000 рейхсмарок и организовала  в нем учебный лагерь для воспитательниц детских садов — часть учебного лагеря для молодёжи НСДАП Фогельзанг, расположенного в Айфеле. В течение короткого времени кельнский гауляйтер Йозеф Грое также жил в доме после своего побега из Кельна от войск союзников в марте 1945 года.

## Послевоенное время
После войны усадьба перешла в пользование союзников, а затем была передана министерству внутренних дел земли Северный Рейн-Вестфалия, использовавшего его до 1953 года  как детский загородный лагерь. В апреле 1953 года начались переговоры о покупке замка католической организацией FFM под семейный санаторий. В итоге замок был выкуплен в июле 1956 года за 184 тысячи немецких марок. 18 сентября 1971 года из-за короткого замыкания загорелась крыша здания, здание сильно пострадало от пожара. К счастью, все постояльцы были вовремя эвакуированы. Восстановление поместья продолжалось до 1976 года, 25 августа кёльнский кардинал Йозеф Хёффнер освятил «новый старый дом» в присутствии многочисленных гостей из числа политиков, администрации района и города.

## Современность
После ещё одного двухлетнего ремонта и реконструкции с 1994 по 1996 год усадьба стала семейным отелем «Дом Марии на лугу» и по-прежнему управляется FFT. В отеле 73 двухместных и 14 одноместных номеров, он используется для проведения встреч, праздничных мероприятий, а во время летних и осенних каникул — для семейных лагерей. Работает ресторан, проводятся музыкальные мероприятия и выступления писателей и поэтов. Кроме того, значительно расширена парковка для автомобилей, а после серии краж со взломом в 1984 году она была также освещена.
Очень красивая лесная просёлочная дорога, проходящая рядом с отелем из Вермельскирхена в Альтенберг вдоль реки Дюнн, является частью паломнического маршрута Путь Иакова в испанский Сантьяго де Компостела.